# MCA Records
MCA Records este o casă de discuri americană fondată în anul 1934 (ca Decca Records).